# Nozeroy
Nozeroy es una localidad y comuna francesa situada en la región de Franco Condado, departamento de Jura, en el distrito de Lons-le-Saunier y cantón de Nozeroy.

## Demografía
| 433 | 416 | 431 | 429 | 416 | 422 | 193 |
| Para los censos de 1962 a 1999 la población legal corresponde a la población sin duplicidades (Fuente: INSEE [Consultar]) |     |     |     |     |     |     |

## Personajes ilustres
- Charles Watteville de Joux (1605-1670), Barón de Watteville; noble, militar y diplomático del siglo XVII, nacido en el Château de Villaine de Nozeroy.